# Rumah Mbacang
Rumah Mbacang is een bestuurslaag in het regentschap Deli Serdang van de provincie Noord-Sumatra, Indonesië. Rumah Mbacang telt 200 inwoners (volkstelling 2010).